# Canada Lee
Pour les articles homonymes, voir Lee.
 (novembre 2023).
Si vous disposez d'ouvrages ou d'articles de référence ou si vous connaissez des sites web de qualité traitant du thème abordé ici, merci de compléter l'article en donnant les références utiles à sa vérifiabilité et en les liant à la section « Notes et références ».
Leonard Lionel Cornelius Canegata, né le 3 mars 1907 à New York (État de New York), ville où il est mort le 9 mai 1952, est un acteur américain, connu sous le nom de scène de Canada Lee.

## Biographie
D'abord boxeur (catégorie poids welters) de 1926 à 1933, il entame une carrière d'acteur au théâtre en 1934, sous le nom de Canada Lee.
En particulier, il joue à Broadway (New York) dans dix-huit pièces, entre 1934 et 1948. La troisième en 1936 est Macbeth de William Shakespeare, mise en scène par Orson Welles qui transpose l'action aux Caraïbes, la distribution étant exclusivement afro-américaine, lui-même interprétant Banquo (cette adaptation est également connue sous le titre de Voodoo Macbeth (en)). Le même Welles dirige en 1941 Un enfant du pays, adaptation du roman éponyme de Richard Wright, avec notamment John Berry, Joseph Pevney et Erskine Sanford (cette production de John Houseman et Orson Welles étant reprise en 1942-1943). Mentionnons encore La Tempête de Shakespeare en 1945 (où il personnifie Caliban), avec Arnold Moss et Vera Zorina, ainsi que La Duchesse d'Amalfi de John Webster en 1946, avec Elisabeth Bergner et John Carradine (lequel débute alors à Broadway).
Au cinéma — outre quatre documentaires comme lui-même —, Canada Lee contribue à quatre films américains, le premier sorti en 1939 étant un film de boxe. Le deuxième est Lifeboat d'Alfred Hitchcock (1944, avec Tallulah Bankhead et William Bendix). Le troisième, Sang et Or de Robert Rossen (1947, avec John Garfield et Lilli Palmer), est également un film de boxe.
Son dernier film américain (Frontières oubliées d'Alfred L. Werker, avec Mel Ferrer) sort en 1949, année où il est dénoncé en tant que communiste — pourtant, il est avant tout un militant des droits civiques des afro-américains, à un moment où sévit la ségrégation. Lorsque s'ouvre la période du maccarthysme en 1950, il se retrouve alors sur liste noire.
Aussi, son cinquième et ultime film, Pleure, ô pays bien-aimé de Zoltan Korda, est britannique. Dans cette adaptation du roman d'Alan Paton dénonçant l'apartheid, il tient le rôle principal de Stephen Kumalo (repris par James Earl Jones dans le remake de 1995), aux côtés de Sidney Poitier.
Durant le tournage en 1951, il est victime d'une première crise cardiaque. Ce dernier film est présenté le 23 janvier 1952 dans sa ville natale de New York, où il meurt prématurément à peine plus de trois mois après, d'une nouvelle crise cardiaque cette fois fatale.
Canada Lee apparaît à la télévision dans une série américaine consacrée au théâtre (deux épisodes, diffusés en 1950).

## Théâtre à Broadway (intégrale)

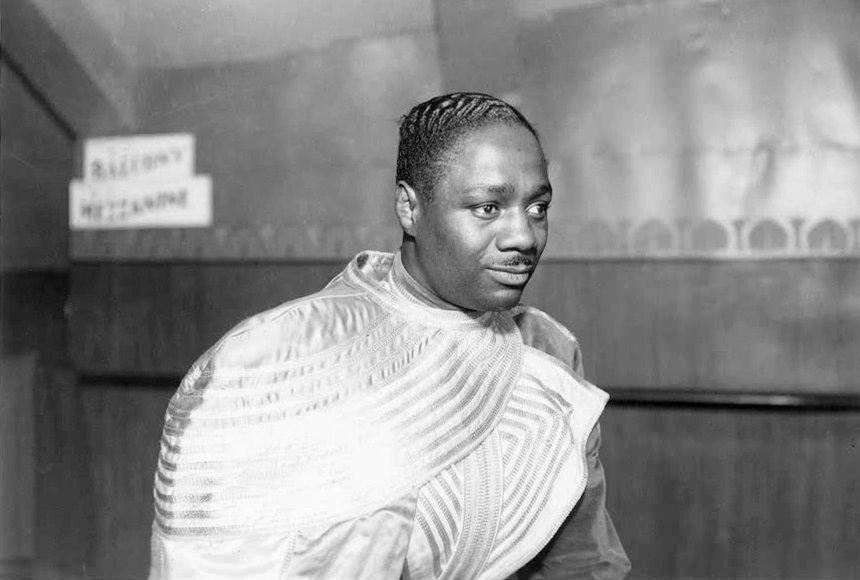
Dans Macbeth, au Lafayette theatre en 1936

- 1934 : Stevedore de Paul Peters et George Sklar : Blacksnake
- 1935 : Sailor, Beware ! de Kenyon Nicholson et Charles Robinson : Herb Marley
- 1936 : Macbeth de William Shakespeare, mise en scène et adaptation d'Orson Welles : Banquo
- 1937 : En route vers Cardiff (Bound East for Cardiff) et La Lune des Caraïbes (Moon of the Caribbees) d'Eugene O'Neill : Yank
- 1937 : Brown Sugar de Bernie Angus, production et mise en scène de George Abbott : Henry
- 1938 : Haiti de William Du Bois : Bertram
- 1939-1940 : Mamba's Daughters de Dorothy Heyward et DuBose Heyward : Drayton
- 1940 : Big White Fog (en) de Theodore Ward (en) : Victor Mason
- 1941 : Un enfant du pays (Native Son) de Paul Green et Richard Wright, d'après le roman éponyme de ce dernier, production de John Houseman et Orson Welles, mise en scène d'Orson Welles : Bigger Thomas
- 1942 : Across the Board on Tomorrow Morning de William Saroyan : Thomas Piper
- 1942 : Talking to You de William Saroyan : Blackstone Boulevard
- 1942-1943 : Un enfant du pays (Native Son), reprise : Bigger Thomas
- 1943-1944 : South Pacific d'Howard Rigsby et Dorothy Heyward, musique de scène de Paul Bowles, mise en scène de Lee Strasberg : Sam Johnson
- 1944-1946 : Anna Lucasta de Philip Yordan : Danny (adaptation au cinéma en 1949)
- 1945 : La Tempête (The Tempest) de William Shakespeare : Caliban
- 1946 : On Whitman Avenue de Maxine Wood : David Bennett (+ coproducteur, expérience unique)
- 1946 : La Duchesse d'Amalfi (The Duchess of Malfi) de John Webster, production de Paul Czinner, musique de scène de Benjamin Britten : Daniel de Bosola
- 1948 : Set My People Free de Dorothy Heyward, mise en scène de Martin Ritt : George

## Filmographie complète

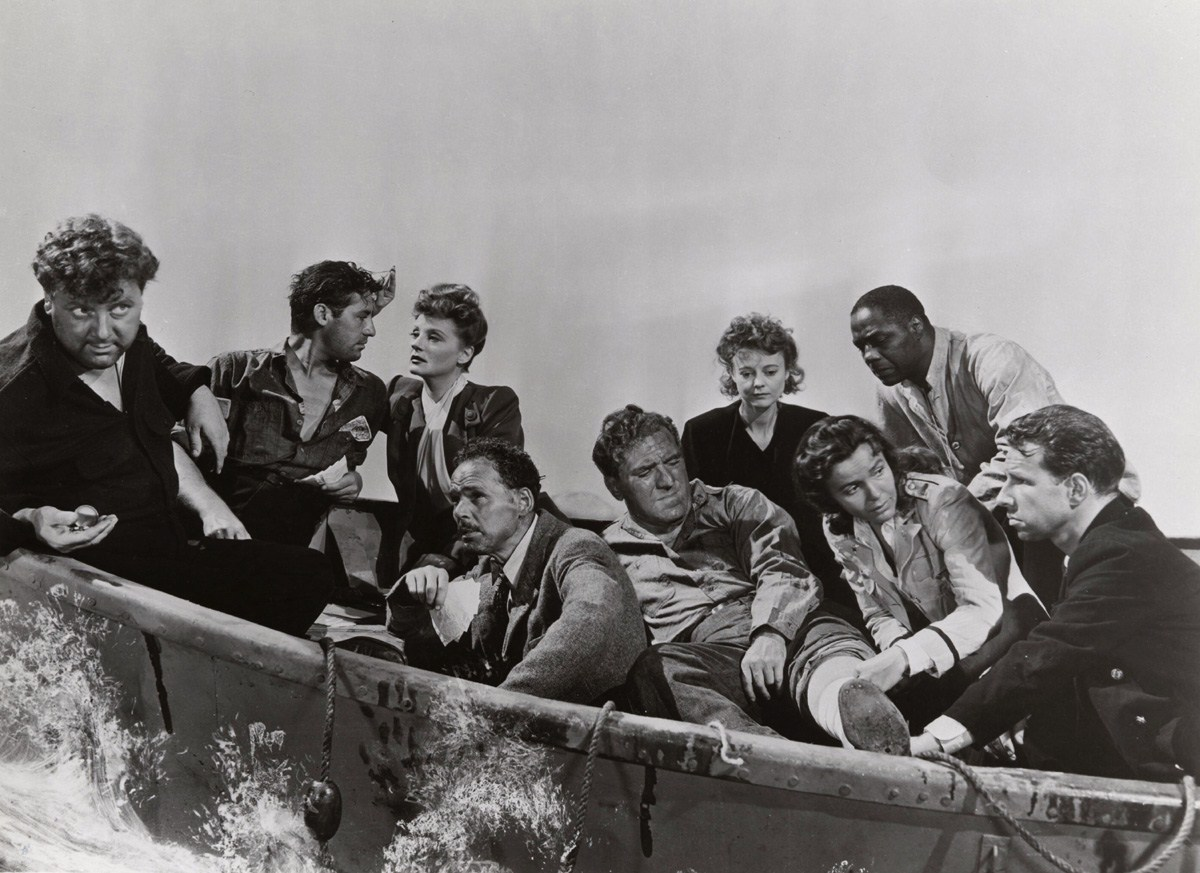
Casting de Lifeboat (1944), de g. à d. : Walter Slezak, John Hodiak, Tallulah Bankhead, Henry Hull, William Bendix, Heather Angel, Mary Anderson, Canada Lee et Hume Cronyn

### Au cinéma
(films américains, sauf mention contraire)
- 1939 : Keep Punching de John Clein : Speedy Joe Williams
- 1944 : Lifeboat d'Alfred Hitchcock : George « Joe » Spencer
- 1947 : Sang et Or (Body and Soul) de Robert Rossen : Ben Chaplin
- 1949 : Frontières oubliées ou Frontières invisibles (Lost Boundaries) d'Alfred L. Werker : Lieutenant « Dixie » Thompson
- 1952 : Pleure, ô pays bien-aimé (Cry, the Beloved Country) de Zoltan Korda (film britannique) : Stephen Kumalo

### À la télévision
- 1950 : The Chevrolet Tele-Theatre (en), série
  - Saison 2, épisode 19 The Final Bell (rôle non-spécifié) et épisode 21 Oropalo (officier de police)